# Гьялцаб Ринпоче

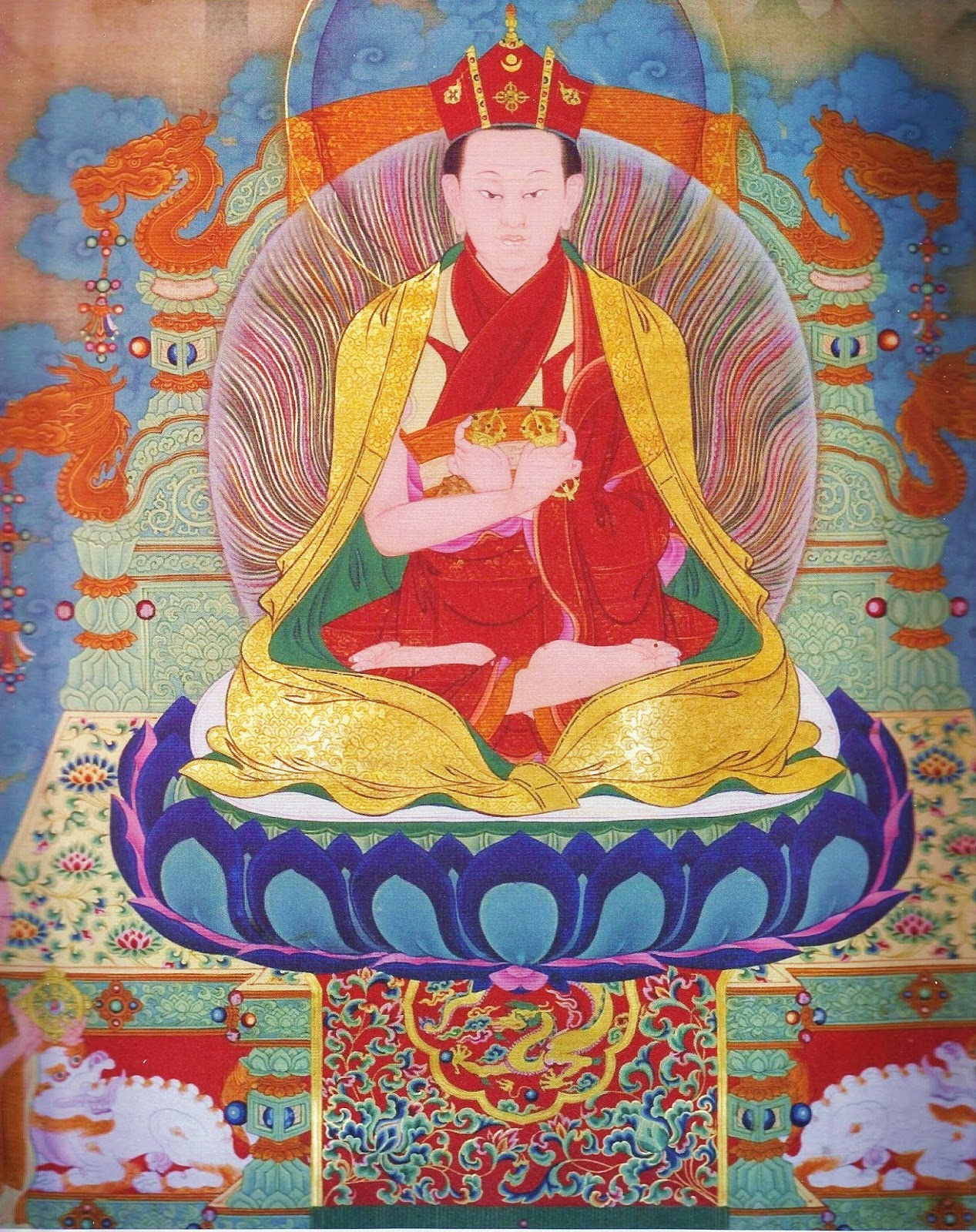
6-й Гьялцаб Ринпоче

Об основателе монастыря Ганден см. Гьялцаб Дже
Гоши Гьялцаб Ринпоче (тиб. རྒྱལ་ཚབ།, Вайли rGyal tshab) — одна из основных линии тулку в школе карма кагью тибетского буддизма. Представители этой линии считаются держателями учений этой школы, и  считаются воплощением активности бодхисаттвы Ваджрапани. 

## История
Первый Гьялцаб Ринпоче — Палджор Дондуп (1427—1489) родился в Ньемо Яктенге и получил титул Гоши (кит. 國師, Вайли go shri, что означает «государственный учитель») от императора Китая. В Тибете Гьялцаб Ринпоче известен как Цурпу Гоши Гьялцаб Ринпоче. Он является регентом, отвечая за монастырь Цурпу и представляя интересы Кармапы во время после смерти Кармапы и до нахождения его следующего перерождения. В Цурпу монастырь Гьялцаба — Чогар Гонг — находится сразу за монастырем Кармапы.
Нынешний Гьялцаб Ринпоче был распознан Кармапой XIV Рангджунг Ригпе Дордже еще до своего рождения в 1954 году. Вскоре после возведения на трон в 1959 году он бежал из оккупированного китайцами Тибета вместе с Кармапой, поселившись в монастыре Румтек, где впоследствии проходил обучение под его руководством..
В 1992 году Гьялцаб Ринпоче вместе с Ситу Ринпоче возвели на трон Кармапу XVII Ургьен Тринле Дордже.
На сегодняшний день резиденцией Кьябдже Гоши Гьялцаба является монастырь Ралунг — один из трёх монастырей, основанных 9-м Кармапой в Сиккиме.

## Предыдущие перерождения
1. Палджор Дордуп (1427—1489)
2. Таши Намгьял (1490—1518)
3. Дракпа Палджор (1519—1549)
4. Дракпа Дондуп (1550—1617)
5. Дракпа Чоянг (1618—1658)
6. Норбу Сангпо (1660—1698)
7. Кончог Озер (1699—1765)
8. Чопхал Сангпо (1766—1817)
9. Еше Сангпо (1821—1876)
10. Тенпе Ньима (1877—1901)
11. Дракпа Гьямцо (1902—1949)
12. Мингьюр Гоча (1954-)